# Jungle Taitei
Jungle Taitei (ジャングル大帝 Janguru Taitei?, conocido en América Latina como Kimba, el León Blanco y en España como Kimba, el Emperador de la Selva) es un anime de la década de 1960, creado por Osamu Tezuka, basado en el manga creado por el mismo autor en los años 1950. Fue el primer anime en colores creado en Japón. El manga fue publicado primero en revistas, luego tuvo su propio lugar en Shōgakukan.
El anime ha sido inmensamente popular en todo el mundo –en especial en Australia, Estados Unidos, Europa, incluso en el Medio Oriente– desde 1960 hasta el presente. En España ha sido emitido con el doblaje de Latinoamérica, excepto la televisión catalana y valenciana que lo emitieron con un doblaje propio, siendo la primera serie de anime en llegar las televisiones españolas.

## La historia
La historia comienza en África, a mediados del siglo XX. Frente a la usurpación de la humanidad, un león blanco, Caesar, busca darle a todos los animales un lugar seguro, libres de miedo. En gran medida, lo consigue, pero su error es liberar a los ganados de las aldeas cercanas.
Un cazador profesional, Viper Snakely, conocido como Ham Egg en el original japonés, es llamado para detener las redadas. Éste evita atacar directamente a Caesar - en vez de eso, Snakely graba el sonido de Caesar y lo usa como carnada para atraer a su pareja, Snowene, quien luego se convierte en la carnada para atrapar a Caesar. Caesar es asesinado, y la preñada Snowene es enviada en barco a un zoológico.
Kimba nace en el barco. Snowene le enseña los ideales de su padre. Cuando una enorme tormenta se acerca, ella incita a Kimba a que escape a través de las rejas de su jaula. La tormenta destruye el barco, dejando a Kimba flotando en el océano. Los peces lo ayudan a sobrevivir y le enseñan a nadar. Cuando Kimba se comienza a desesperanzar, las estrellas en el cielo toman la forma de su madre, quien lo anima con orientación amorosa. Guiado por mariposas, Kimba regresa a tierra.
Kimba termina muy lejos de su hogar anterior, y es encontrado y cuidado por algunas personas. Kimba aprende las ventajas de la cultura humana, y decide que cuando regrese a su hogar salvaje llevará la cultura civilizada a la selva y buscará la paz como su padre.
La serie sigue la vida de Kimba después de su regreso a la selva (todavía siendo cachorro) y muestra sus aprendizajes y su crecimiento en el siguiente año. Algo que Kimba aprende pronto es que la verdadera paz requiere comunicación y entendimiento mutuo entre los animales y los humanos.
Kimba, el León blanco ha sido inmensamente popular en Japón desde su primera emisión en 1965. Versiones en español e inglés se realizaron en 1966, creando una base mundial de fanatismo que persiste hoy en día. La serie también fue traducida a muchos otros idiomas incluyendo alemán, italiano, francés y árabe.
El show tiene tanta popularidad, que aun cuando los derechos de las traducciones originales se perdieron debido a complicaciones legales, nuevas versiones en español e inglés se produjeron en 1993. Estas actualmente están siendo emitidas en EE. UU. y Europa. Algunos detalles de la trama de la versión original japonesa que habían sido "suavizados" en la traducción original al inglés, se conservaron en esta nueva versión. Por ejemplo, en la versión de 1966 se dice que Caesar liberó a los ganados para que vivan en la selva; en la trama original los lleva como comida para los depredadores de la selva. Sin embargo, cada episodio en la nueva traducción fue acortado tres minutos o más, y algunos elementos claves de la historia se retiraron en algunos episodios.

## Crónicas
- 1950: La historia original de El Emperador de la Selva empieza en la revista Manga Shonen (Comic Boy).
- 1965: Comienza el anime como el primero para la televisión de Japón en ser en color.
- 1966: Se estrena en Japón la versión para cines de El Emperador de Selva, dirigida por Eiichi Yamamoto. El Emperador de Selva: El Poema Sinfónico (por Isao Tomita) se lanza en LP. Kimba, el León Blanco (versión traducida de la serie de televisión "El Emperador de la Selva") se emite en EE. UU. Una serie como secuela, Janguru Taitei: Susumu Leo! (El Emperador de Selva: ¡Adelante, Leo!), se emite en Japón. Presenta a Leo (Kimba) como un adulto.
- 1967: La versión para cines de El Emperador de la Selva gana el premio de León de Plata en el 19º Festival Internacional de Cine de Venecia.
- 1978: El personaje adulto de Leo se convierte en la mascota del equipo de baseball Leones de Seibú.
- 1984: El Emperador de Selva: ¡Adelante Leo! finalmente llega a los EE. UU. como Leo el León, emitido por CBN.
- 1989: El Dr. Osamu Tezuka muere a la edad de 60 años el 9 de febrero. Una nueva versión de El Emperador de Selva es hecha y emitida en Japón. Esta serie no se parece ni al manga original ni a la primera serie de la televisión.
- 1991: Se crea una nueva película, utilizando el Poema Sinfónico como audio.
- 1993: La primera serie de El Emperador de la Selva/Kimba, el León Blanco se dobla al inglés otra vez.
- 1994: En Japón, más de 1100 artistas y fanáticos de manga y anime firman una petición solicitando que la Compañía Disney reconozca que su película El Rey de León está basada en los personajes y situaciones de Kimba, el León Blanco.
- 1997: Una nueva película para cines de Janguru Taitei (Leo, el Emperador de Selva, dirigida por Hiroo Takeuchi) se estrena en Japón, basada en la segunda mitad de la historia original del manga del Dr. Tezuka.
- 2005: El doblaje original de 1966 de Kimba, el León Blanco es lanzada en un set de 11 DVD por Madman Anime de Australia y Right Stuf International de los EE. UU. Fue un best seller.
- 2009: Se transmite por televisión la última película de Jungle Taitei que no tiene nada que ver con las series o el manga original, muchos de los personajes no aparecen o simplemente han sido alterados, narrando todo en una isla en el futuro cuando el planeta se ha agotado totalmente.

## Controversia:El rey león
Una de las anécdotas más curiosas de la historia del manga y del cine puede que sea el conflicto que hubo cuando Disney estrenó El rey león en 1994, película que presentaba grandes parecidos con el manga de Tezuka.
En 1994 surgió la controversia sobre la posible conexión de la película de Disney El rey león con Kimba, el León Blanco. Los fanáticos en Japón y los Estados Unidos pidieron que la Compañía Disney reconociera el uso de los personajes y eventos de la producción japonesa en su película. La situación quedó en controversia debido a las declaraciones de la Compañía Disney de que nadie en la compañía había oído de Kimba hasta después de que El Rey León fuera estrenada, a pesar del hecho de que algunas personas relacionadas con la producción de la película se refirieron al personaje principal como “Kimba”.
De hecho, Fred Ladd, uno de los productores ejecutivos del anime de Kimba: El león blanco, sorprendido por las similitudes, admitió mayor asombro cuando vio que Mufasa se aparecía a Simba entre las nubes. Según él, le pareció algo "muy descarado". [cita requerida]
El nombre original de Kimba en Japón es Leo. Cuando se exportó el anime para traducirlo al inglés, quisieron registrarlo con el nombre de “Simba”, pero no pudieron y cambiaron la “S” por una “K”. No obstante, Disney sí pudo colocar el nombre “Simba” a su protagonista un año más tarde. Además, en la fase de planificación de “El rey león”, Simba era blanco. Esto puede verse en un boceto a color que se muestra en una de las últimas ediciones de coleccionista de El rey león en DVD.
En posteriores ediciones del Rey Leon en DVD, se incluyó un segmento donde el actor Patrick Stewart explica como el Rey Leon de Disney está inspirado en la película de Bambi. No se menciona la controversia.

## Kimba en la cultura popular
- Los Simpson trajeron de vuelta la controversia del Rey León al público en general en el episodio "Round Springfield". Al final del mismo, Mufasa aparece en el cielo como lo hizo en El Rey de León y dice: "Debes vengar mi muerte Kimba, ah, digo, Simba!". En el episodio 13 de Kimba se hace mención al concepto de "vengar" la muerte de los padres de Kimba. Unos años después de la muerte de Osamu Tezuka, Disney creó The Lion King (El Rey León). Lo que levantó una gran discusión entre los escritores de manga y Disney por lo que sería un plagio.

- Kimba ha aparecido en varios videojuegos. Dos de éstos son Astro boy: Omega Factor para GameBoy Advance, y Columns, con muchos otros personajes de Osamu Tezuka.

- Kimba ha hecho varias apariciones en el animé Black Jack.

- La forma adulta de Kimba es la mascota y el logo del popular equipo de baseball japonés, los Seibu Lions.

- Algunos fanáticos señalan la aparición de un león blanco en un episodio de Astroboy de 1960 ("El león de la nieve"), pero este personaje solamente es parecido al Kimba adulto; no significa que sea el mismo personaje.[cita requerida]

- En la serie The Three-eyed One, aparece varias veces de manera menor como un manga y como una serie de televisión que en algunos capítulos los personajes están viendo.
- En el cortometraje "Ravex in tezuka World" realizado en el 2008, donde se conmemoran los 80 de Osamu Tezuka, aparece varias veces junto a otros personajes creados por dicho mangaka.

## Música
La serie utiliza varios temas. La versión japonesa de 1966 utiliza un tema de apertura y un tema de cierre. La apertura, enteramente instrumental, se llama "Junguru Taitei (Emperador Selva)". El tema de cierre es "La canción de Leo y Leah". Para la nueva versión japonesa de 1989, el tema de apertura es "Sabanna wo Koete (debajo de los Sabana)", cantada por Ichirō Mizuki, y el tema de cierre es "Yuubae ni Nare", cantada por Tomoko Tokugai. El tema de apertura de la serie secuela es "Adelante Adelante Leo!" escrito por Isao Tomita y cantada por Mieko Hirota.